# Жермен, Софи
Софи́ Жерме́н (фр. Marie-Sophie Germain; 1 апреля 1776 — 27 июня 1831) — французский математик, философ и механик. Внесла весомый вклад в дифференциальную геометрию, теорию чисел и механику.

## Биография
Самостоятельно училась в библиотеке отца-ювелира и с детства увлекалась математическими сочинениями, особенно известной «Историей математики» Монтюкла, хотя родители препятствовали её занятиям, считая их неподходящими для женщины.
Была в переписке с Деламбром, Лагранжем, Фурье и другими математиками. В большинстве случаев она при этом скрывалась под мужским именем, чаще всего подписывая свои письма «месье Ле Блан» (реальное лицо, ученик Лагранжа). С Лагранжем и Лежандром ей удалось встретиться лично, они заинтересовались талантливой ученицей, стали направлять и поощрять её обучение.
С 1804 года, находясь под сильным впечатлением от книги Гаусса «Арифметические исследования», вступила с ним в переписку под обычным псевдонимом. Обсуждались вопросы теории чисел. В 1806 году, в ходе прусской кампании, наполеоновская армия оккупировала Гёттинген. Софи написала взволнованное письмо своему знакомому, генералу Жозефу-Мари Пернети, умоляя позаботиться, чтобы Гаусса не постигла участь Архимеда. Генерал передал Гауссу, что у него есть покровительница, и вскоре секрет Софи был раскрыт. Гаусс был глубоко тронут:
Женщина из-за своего пола и наших предрассудков встречается со значительно более трудными препятствиями, чем мужчина, постигая сложные научные проблемы. Но когда она преодолевает эти барьеры и проникает в тайны мироздания, она несомненно проявляет благородную смелость, исключительный талант и высшую гениальность.
Их переписка продолжалась ещё некоторое время.
В 1808 году Софи Жермен написала диссертацию о колебаниях тонких пластинок («Mémoire sur les vibrations des lames élastiques»), за которую получила премию Академии наук. 
В 1811 году Софи участвует в конкурсе, объявленном Парижской академией наук на тему из теории упругих колебаний (происхождение фигур Хладни). В жюри были Лежандр, Лаплас и Пуассон. Понадобилось пять лет исследований и консультативная помощь Лагранжа, прежде чем в 1816 году она завоевала «премию Первого класса» конкурса (приз было решено не присуждать никому).
Софи становится первой женщиной, получившей право участия в заседаниях Парижской академии наук. Работы по теории упругости Софи продолжала и в дальнейшем.
Занималась также теорией чисел. Доказала так называемый «Первый случай» Великой теоремы Ферма для простых чисел Софи Жермен {\displaystyle n}, то есть таких простых чисел {\displaystyle n}, что {\displaystyle 2n+1} тоже простое.
В 1830 году Гёттингенский университет, по рекомендации Гаусса, присуждает Софи звание почётного доктора наук, но она уже не успела его получить.
Перед смертью (от рака груди) она набросала вчерне философское эссе, которое также не успела закончить. Оно было опубликовано посмертно под заголовком «Общие рассуждения о науках и литературе» («Considérations générales sur l'état des sciences et des lettres aux différentes époques de leur culture»). В Париже в 1807 году были опубликованы её «Философские труды».
Не была замужем и никогда не занимала оплачиваемых должностей. Жила на деньги, присылавшиеся отцом.

## Память
Премия Института Франции (1816 год).
В честь Софи Жермен названы:
- Кратер Germain на Венере.
- Улица в XIV округе Парижа.
- Лицей в IV округе Парижа.

В фильме «Доказательство» упоминаются Жермен и «числа Жермен» в ответ на сомнения, что женщина может быть успешным математиком.